# Paolo Cannavaro
Pour les articles homonymes, voir Cannavaro.

Paolo Cannavaro est un footballeur italien, né le 26 juin 1981 à Naples. Il est le frère cadet d'un autre ancien footballeur, le défenseur Fabio Cannavaro. Comme lui, il joue au poste de défenseur.

## Biographie
Cannavaro commence sa carrière durant la saison 1998-1999, à l'âge de 17 ans, en portant le maillot du SSC Napoli en Série B. L'année d'après, il est acheté par le FC Parme alors que la saison est à peine commencée et il y rejoint son grand frère Fabio. Durant la même année, il remplace Fabio en défense lors du match Parme - Lecce 4 - 1 le 14 mai 2000 en Série A.
Pendant ses deux premières années à Parme, il ne trouve pas une place de titulaire et il est alors prêté à l'Hellas Vérone. Avec sa nouvelle équipe, il dispute 24 matchs et inscrit un but, son premier en Serie A.

## Vie privée
Il est le frère cadet de Fabio Cannavaro, champion du monde avec l'équipe d'Italie en 2006 et Ballon d'or de cette même année.

## Palmarès
- SSC Naples :
  - Vainqueur du Trophée Ciudad de Palma en 2011.
  - Vainqueur de la Coupe d'Italie en 2012.